# Unrein
Albums de Oomph!
Wunschkind
(1996) Plastik
(2000)
Unrein est le cinquième album du groupe allemand Oomph!. Il est sorti le 27 février 1998.

## Liste des titres
1. Mutters Schoss - 1:12
2. Unsere Rettung - 5:01
3. Die Maske - 6:06
4. My Hell - 5:19
5. Gekreuzigt - 4:22
6. Zero Endorphine - 3:06
7. Willst Du Mein Leben Entern? - 4:20
8. (Why I'll Never Be) Clean Again - 5:28
9. Unrein - 5:51
10. Anniversary - 4:51
11. Foil - 4:31
12. Bastard - 6:51
13. Another Disease - 5:30
14. Mein Wunden - 7:15